# Terencjusz
Publius Terentius Afer (ur. ok. 195 p.n.e., zm. nie wcześniej niż 159 p.n.e.) – komediopisarz rzymski, jeden z dwóch (obok Plauta), którego komedie zachowały się do naszych czasów.

## Życiorys
Terencjusz był pochodzenia afrykańskiego (zapewne fenickiego – miejscem jego urodzenia było miasto Kartagina). Początkowo niewolnik Publiusza Terencjusza Lukana (Publius Terentius Lucanus). W domu pana, gdzie mieszkał od dziecka, uzyskał staranne wykształcenie i wykazał się talentem literackim, dzięki któremu został wyzwolony w młodym wieku (zapewne z chwilą osiągnięcia pełnoletniości).
W Rzymie należał do literackiego koła Scypiona. W latach 166–160 p.n.e. wystawił sześć komedii, które zachowały się pod jego nazwiskiem do naszych czasów. 
W roku 160 p.n.e. wyjechał w podróż do Azji Mniejszej, z której już nigdy nie powrócił. Co się z nim stało, nie było dokładnie wiadomo już w starożytności – według części przekazów Terencjusz zginął w katastrofie morskiej podczas powrotu z Grecji w roku 159 p.n.e., według innych katastrofie uległ statek, którym Terencjusz wysłał do Italii swoje bagaże, w tym sto osiem (!) nowych komedii. Na wieść o tym, że przepadły, miał rozchorować się i umrzeć.
Jego słynne zdanie „Człowiekiem jestem; nic, co ludzkie, nie jest mi obce” legło u podstaw renesansu.

## Dzieła
Jego sztuki zaliczane są do typu fabula palliata i zostały podzielone na dwie grupy w zależności od pierwowzoru greckiego: 
Komedie wzorowane na utworach Menandra:
- Dziewczyna z Andros (Andria), napisana jako pierwsza i wystawiona w r. 166 p.n.e.
- Eunuch (Eunuchus), napisana jako druga i wystawiona w 161 p.n.e.
- Sam siebie karzący (Heauton timorumenos), napisana jako trzecia i wystawiona w 163 p.n.e. – to z niej pochodzi słynne hasło humanistów renesansowych Homo sum: humani nil a me alienum puto (jest to wers 77 tej komedii, często cytowany w błędnej postaci, np. Homo sum et nihil humanum a me alienum esse puto)
- Bracia (Adelphoe), napisana jako szósta, wystawiona w 160 p.n.e.

Komedie wzorowane na sztukach Apollodora z Karystos:
- Formion (Phormio), napisana jako czwarta i wystawiona w 161 p.n.e.
- Teściowa (Hecyra), napisana jako piąta, wystawiona w 165 p.n.e. i dwukrotnie w 160 p.n.e.

Największy sukces odniosła komedia Eunuch, najgorzej natomiast przyjęta przez publiczność była Hecyra, którą zdołano odegrać do końca dopiero za trzecim razem.
Tematykę utworów Terencjusza zdominowały miłosne przeżycia i uniesienia młodzieńców ateńskich, zakochanych w heterach, a stałymi motywami akcji były rozłąka, odnalezienie i rozpoznanie.
Terencjusz był w starożytności dość często oskarżany o to, że nie jest autorem sztuk wystawianych pod swoim nazwiskiem – prawdziwymi autorami mieli być Scypion Afrykański Młodszy, Gajusz Leliusz, Gajusz Sulpicjusz Galba (konsul roku 166 p.n.e. i poeta), Kwintus Fabiusz Labeo (konsul roku 183 p.n.e. i poeta) lub Marek Popiliusz Lenas (konsul z roku 173 p.n.e. i poeta). Według przekazów starożytnych Terencjusz w zasadzie sam wzmacniał te plotki, broniąc się w sposób niejednoznaczny i niezbyt energiczny. Jak się sprawa miała naprawdę, jest obecnie niemożliwe do ustalenia.
Terencjusz był o pokolenie młodszy od Plauta i nigdy nie zdołał przyćmić go sławą i popularnością. O ile jednak sztuki Plauta chętnie grywano w teatrach, o tyle sztuki Terencjusza dość wcześnie zostały w rzymskim szkolnictwie wciągnięte na listę lektur szkolnych i utrzymały się w tej roli aż do końca starożytności. Zapewniło im to cyrkulację w liczbie kopii wystarczającej do tego, żeby mogły zachować się do naszych czasów.
Zainteresowanie Terencjuszem wzrosło w epoce renesansu, a pod koniec XVIII wieku ukształtowała się tak zwana komedia płaczliwa (comédie larmoyante) wzorowana na jego utworach.